# Vincenzo Leanza
Vincenzo Leanza (Cesarò, 3 de desembre de 1932 – Palerm, 6 d'abril de 2004) fou un polític italià. Llicenciat en jurisprudència, fou advocat i professor d'universitat. Inicialment milità a la Democràcia Cristiana Italiana i després a Forza Italia. Fou vicesecretari provincial de la DCI a Messina i alcalde de San Teodoro.
Fou elegit diputat per la DCI a l'Assemblea Regional Siciliana a les eleccions regionals de Sicília de 1976, 1981, 1986 i 1991, per Cristians Democràtics Units a les de 1996 i per Forza Italia a les de 2001. Durant aquests anys fou assessor de treball el 1985-1989 i d'agricultura el 1989-1991, i president regional el 1991-1992 i el 2000-2001. Quan va morir era president de la Comissió Regional per a la reforma de l'estatut regional.
| Precedit per: Rosario Nicolosi  | Presidents de Sicília 1991 - 1992 | Succeït per: Giuseppe Campione |
| Precedit per: Angelo Capodicasa | Presidents de Sicília 2000 - 2001 | Succeït per: Salvatore Cuffaro |